# Hymenophyllum babindae
Hymenophyllum babindae là một loài dương xỉ trong họ Hymenophyllaceae. Loài này được Watts mô tả khoa học đầu tiên năm 1915.
Danh pháp khoa học của loài này chưa được làm sáng tỏ. 